# Władyczna
Władyczna (ukr. Владична) – wieś na Ukrainie, w obwodzie czerniowieckim, w rejonie dniestrzańskim, w hromadzie Nedobojiwci. W 2001 liczyła 1742 mieszkańców.